# 二面角

在第三个平面（粉红色）中的两个平面（α，β，绿色）之间的角度以直角切割相交线

二面角（英語：dihedral angle）是两个相交平面之间的夹角。在立体几何中，它被定义为一条直线和两个半平面的并集，这条直线是两个半平面的公共边。在高维中，二面角表示两个超平面之间的夹角。
在化学中，二面角是分子中的两个分别由三个原子组成的平面之间的夹角，一共涉及四个原子，公共边是一个化学键（两个原子），平面则由另两个原子分别与该化学键构成。

## 立体几何
一条直线和两个半平面的并集组成的图形叫做二面角，这条直线叫做二面角的棱，这两个半平面叫做二面角的面。
由直线 {\displaystyle l} 、半平面 {\displaystyle \alpha } 和半平面 {\displaystyle \beta } 组成的二面角，记作：“二面角{\displaystyle \alpha -l-\beta } ”，也可记作“{\displaystyle ^{2}\angle l}”。
也可在直线 {\displaystyle l} 外、半平面 {\displaystyle \alpha } 和半平面 {\displaystyle \beta } 内，分别取点{\displaystyle P}和点{\displaystyle Q}，将这个二面角记作“二面角{\displaystyle P-l-Q}”。
在 二面角{\displaystyle \alpha -l-\beta } 的棱 {\displaystyle l} 上任取一点{\displaystyle O}，以点{\displaystyle O}为垂足，在半平面 {\displaystyle \alpha } 和 {\displaystyle \beta } 内分别作射线 {\displaystyle OA} 和射线 {\displaystyle OB} 垂直于棱 {\displaystyle l} ，那么射线{\displaystyle OA} 和射线{\displaystyle OB} 所构成的 {\displaystyle \angle AOB} 叫做二面角的平面角。

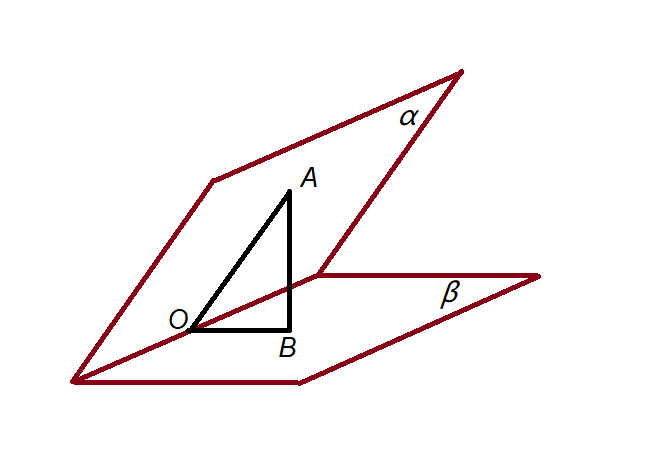
建立二面角的平面角

在非解析几何方法中，常通过建立二面角的平面角，通过求出平面角的大小，来求出二面角的大小：
{\displaystyle \because AB\perp OB}
{\displaystyle \therefore OB} 为{\displaystyle OA}在平面 {\displaystyle \beta } 中的射影。
{\displaystyle \because OA\perp l,OB\perp l}
{\displaystyle \therefore \angle AOB} 是二面角{\displaystyle \alpha -l-\beta } 的平面角。

## 解析几何
若两个相交平面在笛卡尔坐标中的方程分别为
{\displaystyle a_{1}x+b_{1}y+c_{1}z+d_{1}=0}
{\displaystyle a_{2}x+b_{2}y+c_{2}z+d_{2}=0\,\,,}
则它们之间的二面角 {\displaystyle \varphi } 为：
{\displaystyle \cos \varphi ={\frac {\left\vert a_{1}a_{2}+b_{1}b_{2}+c_{1}c_{2}\right\vert }{{\sqrt {a_{1}^{2}+b_{1}^{2}+c_{1}^{2}}}{\sqrt {a_{2}^{2}+b_{2}^{2}+c_{2}^{2}}}}}\,\,.}
另一种方法是计算两个平面的法向量nA和nB之间的夹角：
{\displaystyle \cos \varphi ={\frac {\left\vert \mathbf {n} _{\mathrm {A} }\cdot \mathbf {n} _{\mathrm {B} }\right\vert }{|\mathbf {n} _{\mathrm {A} }||\mathbf {n} _{\mathrm {B} }|}}\,\,,}
其中nA • nB是两个向量的点积，|nA| |nB|是两个向量的模的乘积。
任何平面也可以由位于该平面的两个非共线向量来描述；他们的叉积是平面的法向量。因此，二面角可以由三个向量b1、b2和b3定义，形成两对非共线向量：
{\displaystyle \varphi =\operatorname {atan2} \left({\big (}[\mathbf {b} _{1}\times \mathbf {b} _{2}]\times [\mathbf {b} _{2}\times \mathbf {b} _{3}]{\big )}\cdot {\frac {\mathbf {b} _{2}}{|\mathbf {b} _{2}|}}\,\,,\,\,[\mathbf {b} _{1}\times \mathbf {b} _{2}]\cdot [\mathbf {b} _{2}\times \mathbf {b} _{3}]\right)\,\,,}
其中atan2是二個參數的反正切函數變體，一般而言，atan2(y, x) 等價於 atan(y/x)。

## 立体化学

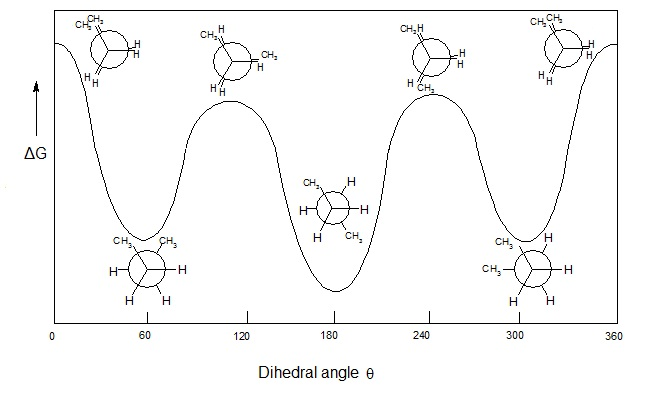
正丁烷的自由能图作为二面角的函数

|          |                     |                       |
| 构象名称 | syn-正丁烷 纽曼投影 | syn-正丁烷 锯木架投影 |

在化学中，扭转角（英語：torsion angle）被定义为二面角的特定例子，描述了通过化学键连接的分子的两个部分的几何关系。
在立体化学中，分子中的每三个（非共线）原子都决定了一个平面。当两个这样的平面相交时，它们之间的角度便是二面角。二面角用于描述具体的分子构象。角度在0°和±90°之间的立体化学构象被称为syn（s，顺）；在±90°和180°之间的为anti（a，反）。类似地，角度在30°和150°之间或-30°和-150°之间的被称为clinal（c，错），而在0°和±30°或±150°和180°之间的被称为periplanar（p，叠）。
这两种术语可以组合起来，以定义四个角度范围：0°至±30°为顺叠（sp）；30°至90°和-30°至-90°为顺错（sc）；90°至150°和-90°至-150°为反错（ac）；±150°至180°为反叠（ap）。顺叠构象也被称为顺式（syn-或cis-）构象；反叠构象也被称为反式（anti-或trans-）构象；顺错构象也被称为邻位交叉、間扭（gauche或skew）构象。
例如，对于正丁烷，可以用两个中心碳原子和任一个甲基碳原子来分别指定两个平面。本节开头（上图）所示的syn-构象具有60°的二面角，比180°二面角的anti-构象更不稳定。
对于大分子使用，建议使用符号T，C，G+，G-，A+和A-分别表示ap，sp，+sc，-sc，+ac和-ac。

### 蛋白质

描述蛋白质，显示骨架二面角

拉氏图（也称为Ramachandran图或[φ,ψ]图），由G·N·Ramachandran、C·Ramakrishnan和V·Sasisekharan在1963年最初开发，是一种形象化蛋白质结构中能量（位阻）允许的氨基酸残基的二面角ψ与φ的关系的方式。右图展示了骨架二面角φ和ψ的定义（Ramachandran称为φ和φ'）。
在蛋白质链中，三个二面角被定义为φ（phi），ψ（psi）和ω（omega），如图所示。肽键的平面性通常使得ω被限制为180°（典型trans情况）或0°（罕见cis情况）。trans和cis异构体的α-碳之间的距离分别为大约3.8和2.9 Å。cis异构体主要在Xaa-Pro肽键（其中Xaa是任何氨基酸）中观察到。
侧链二面角倾向于聚集在180°，60°和-60°附近，称为trans，gauche+和gauche-构象。某些侧链二面角的稳定性受到φ和ψ值的影响。例如，当ψ接近-60°时，gauche+旋转异构体的侧链中的γ-碳和下一个残基的氮之间就会有直接的位阻相互作用。

#### 从二面角转换为链中的笛卡尔坐标
在聚合物特别是蛋白质中，常常用内部坐标来描述主链，也即把二面角和键长按照顺序列表。但是，某些类型的计算化学反而使用笛卡尔坐标。在计算结构优化中，一些程序需要在迭代过程中在这些表示法之间来回转换，这项工作可能占用大部分计算时间。对于有很多迭代或长链的过程，它也可能引入累积的数值不准确性。虽然所有的转换算法会产生数学上相同的结果，但它们的运算速度和数字精度不同。

## 几何
每个多面体在每条边上都有一个二面角，用于描述以该边为公共边的两个面的关系。该二面角也被称为面角，其计算的是多面体的内角。面角0°意味着两个面法向量是反向平行的，而且两个面相互重叠，这意味着它是退化多面体的一部分。面角为180°意味着这些面是平行的，如在镶嵌中。在多面体的凹部，可以存在大于180°的面角，在基础数学二面角的取值范围上有争议目前认为取值为[0，180]。
边传递多面体中的每个二面角大小相同。这包括5个正多面体，4个星型正多面体，两个拟正多面体和两个拟正对偶多面体。
给定一个在共同顶点P上相交且具有边AP、BP和CP的多面体的三个面，包含APC和BPC的面之间的二面角的余弦为：
{\displaystyle \cos \varphi ={\frac {\cos(\angle \mathrm {APB} )-\cos(\angle \mathrm {APC} )\cos(\angle \mathrm {BPC} )}{\sin(\angle \mathrm {APC} )\sin(\angle \mathrm {BPC} )}}\,\,.}